# بو أوتلو
بو أوتلو (بالإنجليزية: Bo Outlaw)‏ مواليد 13 أبريل 1971 في سان أنطونيو، هو لاعب كرة سلة أمريكي سابق بدأ مسيرته الاحترافية في سنة 1993. وحمل الرقم 45. اعتزل اللعب في 2007.

## المسيرة الاحترافية
لعب مع سي بي إستوديانتس في الدوري الإسباني في سنة 1993، ثم لعب مع لوس أنجلوس كليبرز من سنة 1993 إلى 1997، ثم لعب مع أورلاندو ماجيك من سنة 1997 إلى 2002، ثم لعب مع فينيكس صنز من سنة 2001 إلى 2003، ثم لعب مع ميمفيس غريزليس في موسم 2003–2004، ثم لعب مع فينيكس صنز في موسم 2004–2005، ثم لعب مع أورلاندو ماجيك من سنة 2005 إلى 2008.

## روابط خارجية
- بو أوتلو على موقع إن بي أي (الإنجليزية)
- بو أوتلو على موقع سبورتس رفرنس (الإنجليزية)
- بو أوتلو على موقع كرة السلة الأوروبية.كوم (الإنجليزية)
- بو أوتلو على موقع كلية كرة السلة في سبورتس رفرنس.كوم (الإنجليزية)
- بو أوتلو على موقع ريلجم (الإنجليزية)
- بو أوتلو على موقع بروبوليرز (الإنجليزية)